# Manchester Challenger 1989
Il Manchester Challenger 1989 è stato un torneo di tennis facente parte della categoria ATP Challenger Series nell'ambito dell'ATP Challenger Series 1989. Il torneo si è giocato a Manchester in Gran Bretagna dal 12 al 17 giugno 1989 su campi in erba.

## Vincitori

### Singolare
Patrick Baur ha battuto in finale  Andrew Castle con il punteggio di 6–4, 6–7, 7–5

### Doppio
Nick Brown /  Nicholas Fulwood hanno battuto in finale  Morten Christensen /  Peter Wright con il punteggio di 3–6, 7–6, 6–4